# Gilbert Murray
 (juin 2020).
Pour les articles homonymes, voir Murray.
George Gilbert Aimé Murray (2 janvier 1866 - 20 mai 1957) est un intellectuel britannique né en Australie.